# Dichroa hirsuta
Dichroa hirsuta là một loài thực vật có hoa trong họ Tú cầu. Loài này được Gagnep. mô tả khoa học đầu tiên năm 1920.